# تود بانتينغ
تود بانتينغ (بالإنجليزية: Tod Bunting)‏ هو ضابط أمريكي، ولد في 7 أكتوبر 1958 في ويتشيتا في الولايات المتحدة.